# Eşref Armağan

Eşref Armağan este un pictor orb de origine turcă. Născut fără vedere într-o familie săracă, a învățat singur să scrie și să picteze. El pictează în ulei de aproximativ treizeci și cinci de ani.